# NGC 4236
NGC 4236 (také známá jako Caldwell 3) je spirální galaxie s příčkou v souhvězdí Draka vzdálená přibližně 11,7 milionů světelných let. Objevil ji britský astronom William Herschel 6. dubna 1793.

## Pozorování
Na obloze se nachází v západní části souhvězdí Draka, 1,5 stupně západně od hvězdy s magnitudou 3,9 κ Draconis, a v amatérském dalekohledu vypadá jako jasné vřeteno protažené severo-jižním směrem. Její nejzřetelnější vlastností je jasná protažená stopa jádra s mírným narušením na severní straně. Jde o spirální galaxii viděnou téměř z boku. 1,5 stupně severně od NGC 4236 se nachází slabá galaxie NGC 4250.

## Vlastnosti
Rádiové a infračervené pozorování naznačují, že v nedávné minulosti v galaxii proběhla silná tvorba hvězd, protože se zde nachází velký počet nedávných pozůstatků supernov. NGC 4236 se od naší Galaxie vzdaluje rychlostí kolem 2 km/s.

## Skupina galaxií
NGC 4236 je členem skupiny galaxií M81, která se nachází ve vzdálenosti přibližně 11,7 Mly (3,6 Mpc) od Země.
Hlavním členem této skupiny galaxií je spirální Bodeho galaxie (M81) a patří sem i známá galaxie Doutník (M82).

### Obecné kapitoly
- O'MEARA, Stephen James. The Caldwell Objects. [s.l.]: Cambridge University Press, 2003. Dostupné online. ISBN 0-521-55332-6. (anglicky)
- SINNOTT, R. W. The Complete New General Catalogue and Index Catalogue of Nebulae and Star Clusters by J. L. E. Dreyer. [s.l.]: Sky Publishing Corporation and Cambridge University Press, 1988. Dostupné online. ISBN 0-933346-51-4. (anglicky)

### Mapy hvězdné oblohy
- TIRION; RAPPAPORT; LOVI. Uranometria 2000.0 - Volume I - The Northern Hemisphere to -6°. Richmond, Virginia, USA: Willmann-Bell, inc., 1987. Dostupné online. ISBN 0-943396-14-X.
- TIRION; SINNOTT. Sky Atlas 2000.0. 2. vyd. Cambridge, USA: Cambridge University Press, 1998. ISBN 0-933346-90-5.
- TIRION. The Cambridge Star Atlas 2000.0. 3. vyd. Cambridge, USA: Cambridge University Press, 2001. Dostupné online. ISBN 0-521-80084-6.